# Bjorn Haneveer
Bjorn Haneveer (Turnhout, 4 september 1976) is een Belgisch snookercommentator voor Eurosport en voormalig professioneel snookerspeler.

## Carrière
Haneveer verloor de finale van het Europees kampioenschap in Schotland in juni 2000, maar won het toernooi een jaar eerder in Enschede, Nederland en een jaar later in Riga, Letland. In 2001 behaalde Haneveer de laatste voorronde van het wereldkampioenschap snooker. Dat jaar won hij ook een gouden medaille tijdens de zesde Wereldspelen, die plaatsvonden in Akita, Japan. Vier jaar later won hij brons.
Haneveer maakte voor het eerst een 147-break in 2003 tijdens het Europees kampioenschap in Bad Wildungen, Duitsland. Een tweede maximumbreak behaalde hij tijdens het Belgisch kampioenschap van 2007. Haneveer was jarenlang een Main Tour-professional en bereikte zijn hoogste ranking van 53 tijdens het seizoen 2003-2004.
Eind 2011 stopte Haneveer op 35-jarige leeftijd als snookerprof. Hij had het moeilijk om als professioneel snookerspeler financieel rond te komen. "Met twaalf extra toernooien per jaar is er wel meer prijzengeld te winnen, maar ook je onkosten stijgen daardoor enorm. Om alles te betalen, combineer ik snooker met een job. Wanneer ik niet ergens ter wereld een toernooi speel, werk ik als schrijnwerker. Zo komt er van trainen niets meer in huis en zakt je niveau. Dan beland je uiteraard in een negatieve spiraal."

## Erelijst
- Europees kampioen - 1999, 2001
- Belgisch kampioen - 1996, 1998, 2000, 2001, 2005, 2007